# 10 Lafayette Square
10 Lafayette Square, también conocido como el Tishman building, es una torre de oficinas de gran altura ubicada en la Plaza Lafayette en Búfalo, Nueva York. Terminado en 1959, es el decimotercer edificio más alto de esa ciudad, con 20 pisos y 80 m de altura. Está ubicado junto al Rand Building y fue construido en estilo internacional. Sus marcos estructurales no son de acero, sino vigas y columnas de hormigón. Sus arquitectos fueron Emery Roth & Sons de Nueva York.

## Historia
Durante 81 años (1876-1957), el edificio de seis pisos de hierro fundido de Bufalo German Insurance Company (un edificio de oficinas al estilo Segundo Imperio construido por Richard A. Waite) existió en el terreno actual antes del Tishman building.
El Tishman fue la sede de la compañía Fortune 500, National Fuel Gas (anteriormente Iroquois Gas) hasta 2003, cuando la compañía se trasladó al suburbio de Williamsville en Búfalo.
En mayo de 2011, Hamister Group, con sede en Amherst, compró el Tishman building. Gastaron 41 millones de dólares para renovar el edificio y convertirlo en un complejo de uso mixto que incluye el Hilton Garden Inn Buffalo Downtown de 123 habitaciones, dos pisos de apartamentos y tres pisos de oficinas.
Fue agregado al Registro Nacional de Lugares Históricos en 2012.